# Paperback Writer
Paperback Writer (Lennon/McCartney) är en låt av The Beatles från 1966.

## Låten och inspelningen
Paul McCartney skrev denna låt och kom även att stå för det mesta av arrangemang i studion, även om det senare var övriga medlemmar som spelade sina vanliga instrument. McCartney, som bodde väldigt nära studion, hade annars vid denna tid fått för vana att tillbringa betydligt mer tid än andra medlemmar med olika typer av experiment och kunde ofta sitta ensam och sysselsätta sig med detta. Man jobbade med låten 13 och 14 april 1966. McCartney bytte nu ut sin mångåriga bas av märket Höfner mot en långhalsad Rickenbacker med en högre och ljusare ton som framhävde honom bättre. Han gjorde även del ljudexperiment med basgången, liksom bakgrundskören där man dock (om man lyssnar noga) kan höra George Harrison och John Lennon skratta samt nynna på Frère Jacques (Broder Jakob). Texten skildrar det nya England där ambitiösa personer från arbetsklassen (som gruppmedlemmarna själva) kunde ta sig fram inom exempelvis underhållningsindustri och kultur. McCartney ska ha fått idén då han hjälpte vännen John Dunbar sortera böcker i dennes bokhandel. Låten blev en singel (tillsammans med Rain som kom att släppas i USA 30 maj och i England 10 juni 1966.

## Listplaceringar
| Lista (1966)   | Position         |
| -------------- | ---------------- |
| Danmark        | 1                |
| Finland        | 4                |
| Flandern       | 7                |
| Irland         | 1                |
| Kanada         | 1                |
| Nederländerna  | 1                |
| Norge          | 1                |
| Nya Zeeland    | 1 (NZ Listner)   |
| Storbritannien | 1                |
| Sverige        | 1 (Kvällstoppen) |
| Sverige        | 4 (Tio i topp)   |
| USA            | 1                |
| Vallonien      | 12               |
| Västtyskland   | 1                |
| Österrike      | 4                |

## Coverversioner
- Ensamma hjärtan på skivan Nam Nam (1981)